# Rustam Minnichanow
Rustam Nurgalijewicz Minnichanow (ros. Руста́м Нургали́евич Минниха́нов, tatar. Рөстәм Нургали улы Миңнеханов; ur. 1 marca 1957 w Nowym Aryszu) – tatarski polityk. W latach 1996–1998 minister finansów Republiki Tatarstanu. W latach 1998–2010 premier Republiki Tatarstanu. Od 25 marca 2010 prezydent Republiki Tatarstanu. Członek Biura Rady Najwyższej Jednej Rosji.

## Życiorys
Urodził się w rodzinie tatarskiej we wsi Nowy Arysz, w ówczesnej Tatarskiej ASRR. W 1978 ukończył Kazański Instytut Rolniczy z dyplomem mechanizacji rolnictwa oraz kwalifikacją inżyniera–mechanika.
Pierwszą funkcją, którą pełnił był urząd ministra finansów, który pełnił w latach 1996–1998. Następnie pełnił urząd trzeciego premiera od 10 lipca 1998 roku do 25 marca 2010 roku. W dniu 27 stycznia 2010 Prezydent Rosji Dmitrij Miedwiediew nominował Minnichanowa na prezydenta Tatarstanu. Oficjalnie został zaprzysiężony jako prezydent w dniu 25 marca 2010 roku.
Podczas kryzysu krymskiego w 2014 działał jako mediator między rządem rosyjskim i krymską społecznością tatarską, w związku z obawami zgłaszanymi przez Tatarów krymskich o potencjalne prześladowanie ich ze strony Rosji, gdyby anektowano półwysep.

## Ordery i odznaczenia
- Order „Za zasługi dla Ojczyzny” IV klasy (2007)[6]
- Order Aleksandra Newskiego (2017)[7]
- Order „Za zasługi wojskowe” (2012)[8]
- Order Honoru (2014)[9]
- Order Przyjaźni (2002)[10]
- Medal „Upamiętnienia 300-lecia Petersburga” (2003)
- Medal „Upamiętnienia 1000-lecia Kazania” (2005)
- Medal Stołypina II klasy (2017)[11]
- Dyplom Honorowy Prezydenta Federacji Rosyjskiej (2009)[12]
- Wdzięczność Prezydenta Federacji Rosyjskiej (2008[13], 2011[14], 2012[15], 2013[16])
- Dyplom Honorowy Rządu Federacji Rosyjskiej (2010)[17]
- Medal „Pamięci 30. rocznicy XXII Igrzysk Igrzysk Olimpijskich w 1980 w Moskwie” (2010)[18]
- Medal „Za wyróżnienie w reagowaniu w sytuacjach kryzysowych” (2010)[19]
- Odznaka Honorowa „Za zasługi w rozwoju kultury fizycznej i sportu” (2013)[20]
- Medal „20 lat Rady Federacji” (2015)[21]
- Pamiątkowa Odznaka Naczelnego Dowódcy Sił Lądowych (2017)[22]
- Medal „Za wkład we wzmocnienie obrony Federacji Rosyjskiej” (2019)[23]
- Order „Za Zasługi dla Republiki Tatarstanu” (2007)[24]
- Order „Za Zasługi dla Republiki Czuwaskiej” (2018)[25]
- Order Republiki Krymu „Za wierność służbie” (2015)[26]
- Order Świętego Księcia Daniela Moskiewskiego I klasy (2015)[27]
- Order Chwały i Honoru II klasy (2017)[28]
- Order „Al-Izzat” (2014)[29]
- Order „Przyjaźń” I klasy (Kazachstan, 2018)[30]
- Order „Przyjaźń” II klasy (Kazachstan, 2014)[31]
- Order „Danaker” (Kirgistan, 2022)[32]
- Medal „25 lat niepodległości Republiki Kazachstanu” (2017)[33]
- Medal „20 lat Astany” (Kazachstan, 2018)[34]
- Nagroda Rządu Federacji Rosyjskiej w dziedzinie nauki i technologii (2009)[35]
- Honorowy profesor Moskiewskiego Uniwersytetu Państwowego im. M.W. Łomonosowa (2016)[36]

## Życie prywatne
Żona Gulsina (ur. 1969). Synowie: Irek (1989–2013, zginął w katastrofie lotniczej w Kazaniu) i Iskander (ur. 2008).